# هنري جي. بويل
هنري جي. بويل (بالإنجليزية: Henry G. Boyle)‏ هو مبشر أمريكي، ولد في 1824، وتوفي في 1902.